# Cooke-manuscript
Het Cooke-manuscript is een prozatekst in Middelengels en wordt samen met het Regiusmanuscript gerekend tot de oudste versies van de Oude Plichten binnen de vrijmetselarij. Het werd vermoedelijk geschreven in het midden van de vijftiende eeuw en bevat een uitgebreide legendarische geschiedenis van het steenhouwersambacht, evenals gedragscodes voor metselaars.

## Geschiedenis van het manuscript
Het manuscript maakt sinds 1859 deel uit van de collectie van de British Library (Add. MS. 23198). Het werd in 1721 gepresenteerd aan de Premier Grand Lodge of England door George Payne, die ten onrechte beweerde dat het uit de dertiende eeuw stamde. Na een periode buiten maçonnieke kring, werd het in 1861 gepubliceerd door de vrijmetselaar Matthew Cooke, aan wie het zijn naam dankt.

## Inhoud
De tekst omvat circa 960 regels in proza en bestaat uit drie hoofdonderdelen:
- een uitgebreide legendarische geschiedenis van de bouwkunst, waarin onder meer Euclides, Nimrod, Jabal, Tubal-Kaïn en Albanus van Engeland voorkomen[1];
- een moreel en religieus gedeelte;
- en een opsomming van negen artikelen en negen punten voor de gedragscode van meesters en gezellen[3].

De regels leggen onder meer nadruk op geheimhouding, redelijke betaling, eerbied voor de meester, en het houden van een jaarlijkse bijeenkomst (de general assembly). Inhoudelijk verschilt de tekst hiermee van het Regiusmanuscript, dat vijftien artikelen en vijftien punten bevat en meer nadruk legt op algemene zedelijkheid.

## Datering en herkomst
Op basis van paleografisch onderzoek wordt het manuscript doorgaans gedateerd in het midden van de vijftiende eeuw. Douglas Hamer lokaliseerde het dialect naar de zuidwestelijke Midlands van Engeland.

## Tekstuele traditie
In tegenstelling tot het Regius-manuscript, dat geen navolging lijkt te hebben gehad, wordt aangenomen dat latere versies van de Oude Plichten grotendeels teruggaan op het Cooke-manuscript of een verwante bron. De invloed van de Cooke-tekst is zichtbaar in manuscripten uit de zestiende en zeventiende eeuw, waaronder Grand Lodge manuscript No. 1 uit 1583 en de William Watson manuscript uit 1687.

## Betekenis voor de vrijmetselarij
Het Cooke-manuscript speelt een sleutelrol in het ontstaan van de speculatieve vrijmetselarij. De structuur van de tekst — met een historische inleiding, een eed, en een reeks gedragsregels — vormt het sjabloon voor latere maçonnieke constituties. Ook het idee van een jaarlijkse vergadering van metselaars, zoals verwoord in de Cooke-tekst, zou van grote invloed blijken op de ontwikkeling van de vrijmetselaarsloges in de achttiende eeuw.